# Jeder hat seine Geschichte
Jeder hat seine Geschichte ist eine Fernseherzählung des Deutschen Fernsehfunks von Heiner Carow aus dem Jahr 1965 nach einer Geschichte von Benno Pludra.

## Handlung
Ein Rundfunkreporter läuft durch die Straßen Berlins und befragt junge Leute nach ihrer Meinung zum Glück. Einer der Befragten ist Heiner, ein 19-jähriger junger Mann, der als Moppelfahrer (Elektrokarren-Fahrer) in einem großen Betrieb sein Geld verdient und der ist bereit, etwas mehr zu erzählen.
Etwa ein Jahr nach Beendigung der Schulzeit trifft er zufällig in einem Café seine ehemalige Mitschülerin Lore wieder. Diese ist bei ihren Eltern ausgezogen und wohnt jetzt bei ihrer Oma, was ihr aber auch nicht so richtig gefällt. Heiners Mutter ist vor nicht langer Zeit verstorben und nun wohnt er allein in der Zweizimmer-Wohnung im Prenzlauer Berg. So bietet er Lore an, zu ihm zu ziehen, was sie auch macht. Es entwickelt sich eine Liebe zwischen ihnen, aber als Heiner sich im Beruf qualifizieren will, wird Lore darüber sehr böse. Der Lehrgang findet für mehrere Wochen in der Nähe von Leipzig statt. Nach seiner Rückkehr hat Lore gerade einen Freund in der Wohnung zu Besuch und die Ausrede, dass es nur ein Kollege aus dem Betrieb ist, glaubt Heiner nicht. Sie gesteht ihm dann, dass sie sich in ihn verliebt hat und er wäre doch völlig anders als Heiner. Der Neue hat ein Motorrad, kauft ihr ständig Sachen aller Art und hat auch immer Zeit für sie. Jetzt merkt Heiner, dass Lore nur auf das Materielle aus ist und sie verlässt die Wohnung für immer.
Nach einer Zeit des Alleinseins lernt Heiner Susanne kennen, die in einem Restaurant hinter dem Tresen steht. Sie ist mindestens genau so hübsch wie Lore und er verliebt sich erneut. Vor allen Dingen denkt er jetzt, durch seine Erfahrungen, schlauer geworden zu sein. Er verwöhnt Susanne mit Geschenken, wo er kann, auch wenn er dadurch viele Überstunden machen muss. Für eine Weiterbildung hat er nun keine Zeit und Lust mehr, er will sich ein Motorrad kaufen und Susanne soll aufhören arbeiten zu gehen, damit sie nicht dauernd von den Gästen angeschaut werden kann. Doch Susanne ist völlig anders als Lore und sie trennt sich von ihm.
Im Laufe der Zeit erkennt Heiner, was er falsch gemacht hat und er versucht Susanne wieder für sich zu gewinnen.

## Produktion
Jeder hat seine Geschichte ist der einzige Film, den Heiner Carow für das Fernsehen gedreht hat. Die Dramaturgie lag in den Händen von Evelyn Heyden. Die Erstausstrahlung erfolgte am 31. August 1965 im Deutschen Fernsehfunk.
Drehorte waren u. a. in Berlin die Friedrichstraße (Weidendammer Brücke) und die Schönhauser Allee mit Nebenstraßen, von der Bornholmer Straße bis zur Dimitroffstraße.

## Kritik
Elvira Mollenschott schrieb in der Tageszeitung Neues Deutschland, dass dieser Film eine der besten Sendungen der letzten Wochen war. Die Gedanken und Gefühle junger Leute fanden hier auf das glücklichste ihren Ausdruck.